# Mackenzie Trading Independence Cup 2012
De Mackenzie Trading Independence Cup 2012 vond plaats van 28 juli 2012 tot en met 25 augustus 2012. Het was de 17e editie van het door de TNFA georganiseerde Independence Cup. Alle wedstrijden worden bij het Tuvalu Sports Ground gehouden.
De titelverdediger was FC Manu Laeva. Tofaga A won de finale met 4-0 tegen Nauti A.

## Deelnemende clubs
| Club             | Island     |
| ---------------- | ---------- |
| Ha’apai United A | Nanumanga  |
| Lakena United A  | Nanumea    |
| Manu Laeva A     | Nukulaelae |
| Nauti A          | Funafuti   |
| Niutao A         | Niutao     |
| Nui A            | Nui        |
| Tamanuku A       | Nukufetau  |
| Tofaga A         | Vaitupu    |

### Groep 1
| Land       | Wed | Win | Gel | Ver | DV | DT | +/- | Pnt |
| ---------- | --- | --- | --- | --- | -- | -- | --- | --- |
| Manu Laeva | 3   | 3   | 0   | 0   | 15 | 7  | +8  | 9   |
| Tofaga     | 3   | 2   | 0   | 1   | 15 | 6  | +9  | 6   |
| Niutao     | 3   | 1   | 0   | 2   | 7  | 6  | +1  | 3   |
| Nui        | 3   | 0   | 0   | 3   | 3  | 21 | -18 | 0   |

|                  |                        |       |      |                                |
| 1 september 2012 | Manu Laeva             | 7 - 2 | Nui  | Tuvalu Sports Ground, Funafuti |
| 1 september 2012 | Tieli Peleuila Malofou |       | Mali | Tuvalu Sports Ground, Funafuti |

|                  |         |       |         |                                |
| 1 september 2012 | Tofaga  | 2 - 1 | Niutao  | Tuvalu Sports Ground, Funafuti |
| 1 september 2012 | Malakai |       | Alatele | Tuvalu Sports Ground, Funafuti |

|                  |                         |        |        |                                |
| 8 september 2012 | Tofaga                  | 11 - 1 | Nui    | Tuvalu Sports Ground, Funafuti |
| 8 september 2012 | Alopua Malakai Lawrance |        | Iakoba | Tuvalu Sports Ground, Funafuti |

|                  |                  |       |          |                                |
| 8 september 2012 | Manu Laeva A     | 4 - 3 | Niutao A | Tuvalu Sports Ground, Funafuti |
| 8 september 2012 | Tieli Suega Pele |       | Easter   | Tuvalu Sports Ground, Funafuti |

|                   |        |       |     |                                |
| 15 september 2012 | Niutao | 3 - 0 | Nui | Tuvalu Sports Ground, Funafuti |
| 15 september 2012 |        |       |     | Tuvalu Sports Ground, Funafuti |

|                   |        |       |                       |                                |
| 15 september 2012 | Tofaga | 2 - 4 | Manu Laeva            | Tuvalu Sports Ground, Funafuti |
| 15 september 2012 | Alopua |       | Tieli Moeava Peleuila | Tuvalu Sports Ground, Funafuti |

### Groep 2
| Land           | Wed | Win | Gel | Ver | DV | DT | +/- | Pnt |
| -------------- | --- | --- | --- | --- | -- | -- | --- | --- |
| Lakena United  | 3   | 2   | 1   | 0   | 7  | 5  | +2  | 7   |
| Nauti          | 3   | 2   | 0   | 1   | 7  | 3  | +4  | 6   |
| Tamanuku       | 3   | 1   | 0   | 2   | 10 | 8  | +2  | 3   |
| Ha’apai United | 3   | 0   | 1   | 2   | 4  | 12 | -8  | 1   |

|                  |                  |       |          |                                |
| 1 september 2012 | Nauti            | 3 - 1 | Tamanuku | Tuvalu Sports Ground, Funafuti |
| 1 september 2012 | Sosene Jay Afele |       | Ola      | Tuvalu Sports Ground, Funafuti |

|                  |                |       |               |                                |
| 1 september 2012 | Ha’apai United | 2 - 2 | Lakena United | Tuvalu Sports Ground, Funafuti |
| 1 september 2012 | Vaiaho Sepuli  |       | Tui Filemu    | Tuvalu Sports Ground, Funafuti |

|                  |                |       |               |                                |
| 1 september 2012 | Ha’apai United | 2 - 2 | Lakena United | Tuvalu Sports Ground, Funafuti |
| 1 september 2012 | Vaiaho Sepuli  |       | Tui Filemu    | Tuvalu Sports Ground, Funafuti |

|                  |                             |       |                |                                |
| 8 september 2012 | Tamanuku                    | 7 - 2 | Ha’apai United | Tuvalu Sports Ground, Funafuti |
| 8 september 2012 | Kalanita Makesi Felo Tinoga |       | Mati Vaiaho    | Tuvalu Sports Ground, Funafuti |

|                  |       |       |               |                                |
| 8 september 2012 | Nauti | 1 - 2 | Lakena United | Tuvalu Sports Ground, Funafuti |
| 8 september 2012 | Jay   |       | Kanava Tui    | Tuvalu Sports Ground, Funafuti |

|                   |                |       |       |                                |
| 15 september 2012 | Ha’apai United | 0 - 3 | Nauti | Tuvalu Sports Ground, Funafuti |
| 15 september 2012 |                |       |       | Tuvalu Sports Ground, Funafuti |

|                   |          |       |                          |                                |
| 15 september 2012 | Tamanuku | 2 - 3 | Lakena United            | Tuvalu Sports Ground, Funafuti |
| 15 september 2012 | Elia     |       | Pukanava Fakaava Laupula | Tuvalu Sports Ground, Funafuti |

## Knock-outfase

### Wedstrijdschema
|  | halve finale            | halve finale |   |  | finale                  | finale |
|  |                         |              |   |  |                         |        |
|  | 22 september - Funafuti |              |   |  |                         |        |
|  | Manu Laeva              | 1            |   |  |                         |        |
|  | Nauti                   | 2            |   |  |                         |        |
|  |                         |              |   |  |                         |        |
|  |                         |              |   |  | 29 september - Funafuti |        |
|  |                         |              |   |  | Nauti                   | 0      |
|  |                         | Tofaga       | 4 |  |                         |        |
|  |                         |              |   |  |                         |        |
|  |                         |              |   |  | Derde plaats            |        |
|  | 22 september - Funafuti |              |   |  |                         |        |
|  | Lakena United           | 0            |   |  |                         |        |
|  | Tofaga                  | 2            |   |  |                         |        |

### Halve finales
|                   |            |       |                |                                |
| 22 september 2012 | Manu Laeva | 1 - 2 | Nauti          | Tuvalu Sports Ground, Funafuti |
| 22 september 2012 | Okilani    |       | Sosene Naisali | Tuvalu Sports Ground, Funafuti |

|                   |               |         |        |                                |
| 22 september 2012 | Lakena United | 0 - 2   | Tofaga | Tuvalu Sports Ground, Funafuti |
| 22 september 2012 |               | Malakai |        | Tuvalu Sports Ground, Funafuti |

### Finale
|                   |       |                       |        |                                |
| 29 september 2012 | Nauti | 0 - 4                 | Tofaga | Tuvalu Sports Ground, Funafuti |
| 29 september 2012 |       | Malakai Falefou Saamu |        | Tuvalu Sports Ground, Funafuti |

## Topscorers
| #  | Naam               | Club         | Doelp |
| -- | ------------------ | ------------ | ----- |
| 1  | Malakai Alesana    | Tofaga A     | 9     |
| 2  | Alopua Petoa       | Tofaga A     | 8     |
| 3  | Jelly Selau        | Manu Laeva A | 8     |
| 4  | Peleuila Mauali    | Manu Laeva A | 4     |
| 5  | Kalanita Tavesia   | Tamanuku A   | 3     |
| 6  | Elia Tavita        | Tamanuku A   | 2     |
| 7  | Sosene Vailine     | Nauti A      | 2     |
| 8  | Falefou Tapugao Jr | Tofaga A     | 2     |
| 9  | Jay Timo           | Nauti A      | 2     |
| 10 | Mali               | Nui A        | 2     |

De beste speler van de competitie was James Lepaio van Tofaga A.